# 僕と彼女とラリーと
『僕と彼女とラリーと』（ぼくとかのじょとラリーと）は、2021年10月1日公開の日本映画。監督・脚本は塚本連平、主演は森崎ウィン。

## 概要
2021年11月に予定されている世界ラリー選手権の開催地となる愛知県豊田市および岐阜県恵那市を舞台に、葛藤を抱えた若者が自動車ラリーと関わり、夢を取り戻すまでを描く。主題歌は本作の舞台となる愛知県豊田市出身の加藤ミリヤが担当する。

## キャスト
北村大河
演 - 森崎ウィン（幼少期：中西縁）
大学卒業を機に役者を目指す青年。
上地美帆
演 - 深川麻衣
大河の幼なじみで、シングルマザー。
北村宏之
演 - 佐藤隆太（少年期：上田一颯）
大河の兄で、銀行員。
水野一秀
演 - 田中俊介
「北村ワークス」の従業員。
長谷川浩美
演 - 小林きな子
「北村ワークス」の従業員。
中条信介
演 - 有福正志
「北村ワークス」の整備士。
北村麻由
演 - 小林涼子
宏之の妻。
山下恵
演 - よしこ（ガンバレルーヤ）
美帆が勤務する会社の上司。
上地敢太
演 - 佐藤一和
美帆の息子。
加藤光江
演 - 大島蓉子
大河の母で、佳子の妹。
北村佳子
演 - 赤間麻里子
大河の亡き母。
逸見
演 - 大久保運
美紀也
演 - 酒井貴浩
大河の役者仲間。
谷山
演 - 安住啓太郎
大河の所属事務所のマネージャー。
山本由紀
演 - 五島百花
北村陸斗
演 - 湊祐
宏之と麻由の息子。
宮本武蔵
演 - 竹内力
大河の父・登志雄友人で、弁護士。
北村登志雄
演 - 西村まさ彦
大河の父で、ガレージ「北村ワークス」の経営者。

## スタッフ
- 監督・脚本：塚本連平
- 主題歌：加藤ミリヤ「JOYRIDE」[5]
- 協賛：ひまわりネットワーク、FTS、協豊製作所、新明工業、ダンロップ、善都、タイホー、豊田鉄工、小島プレス工業、西三交通、豊田信用金庫、トリニティ工業、川平屋、三五、太啓ホールディングスグループ、APAN CLUB、豊田化学工業、MEGLiA、豊田石油、名古屋東部陸運、ビューテック、ホーメックス、山田屋、スーパーやまのぶ、ミクスネットワーク、J SPORTS、CNCiグループ（キャッチネットワーク、知多メディアスネットワーク、知多半島ケーブルネットワーク、中部ケーブルネットワーク、おりべネットワーク、ケーブルテレビ可児、シーシーエヌ、三河湾ネットワーク、グリーンシティケーブルテレビ）
- 特別協力：TOYOTA GAZOO Racing、ラリージャパン事務局
- 協力：SPK、alpinestars、YODA Rallying、ななこ屋、BRIG、アールエスタケダ、Stilo JAPAN
- 配給：イオンエンターテイメント、スターキャット
- 制作：RIKIプロジェクト
- 製作：『僕と彼女とラリーと』製作委員会